# Jaime Nielsen
Jaime Nielsen (nascida em 3 de setembro de 1985) é uma ciclista neozelandesa que compete no ciclismo de estrada e pista.
Apesar de só assumir o ciclismo em 2007, na perseguição por equipes do Campeonato Mundial de Pista, Nielsen conquistou a medalha de prata em 2009 e bronze em 2011.
Nos Jogos Olímpicos de Verão de 2012, competiu na perseguição por equipes de 4 km representando Nova Zelândia e terminou em quinto, estabelecendo um recorde nacional de 3:18.514.